# Saile
Saile är ett berg i Österrike.   Det ligger i distriktet Innsbruck-Land och förbundslandet Tyrolen, i den västra delen av landet, 400 km väster om huvudstaden Wien. Toppen på Saile är 2 404 meter över havet.
Terrängen runt Saile är bergig söderut, men norrut är den kuperad. Runt Saile är det ganska tätbefolkat, med 80 invånare per kvadratkilometer.. Närmaste större samhälle är Innsbruck, 9,1 km nordost om Saile. 
I omgivningarna runt Saile växer i huvudsak barrskog.